# Allosmaitia fidena
Allosmaitia fidena är en fjärilsart som beskrevs av William Chapman Hewitson 1867. Allosmaitia fidena ingår i släktet Allosmaitia och familjen juvelvingar. Inga underarter finns listade i Catalogue of Life.

## Bildgalleri

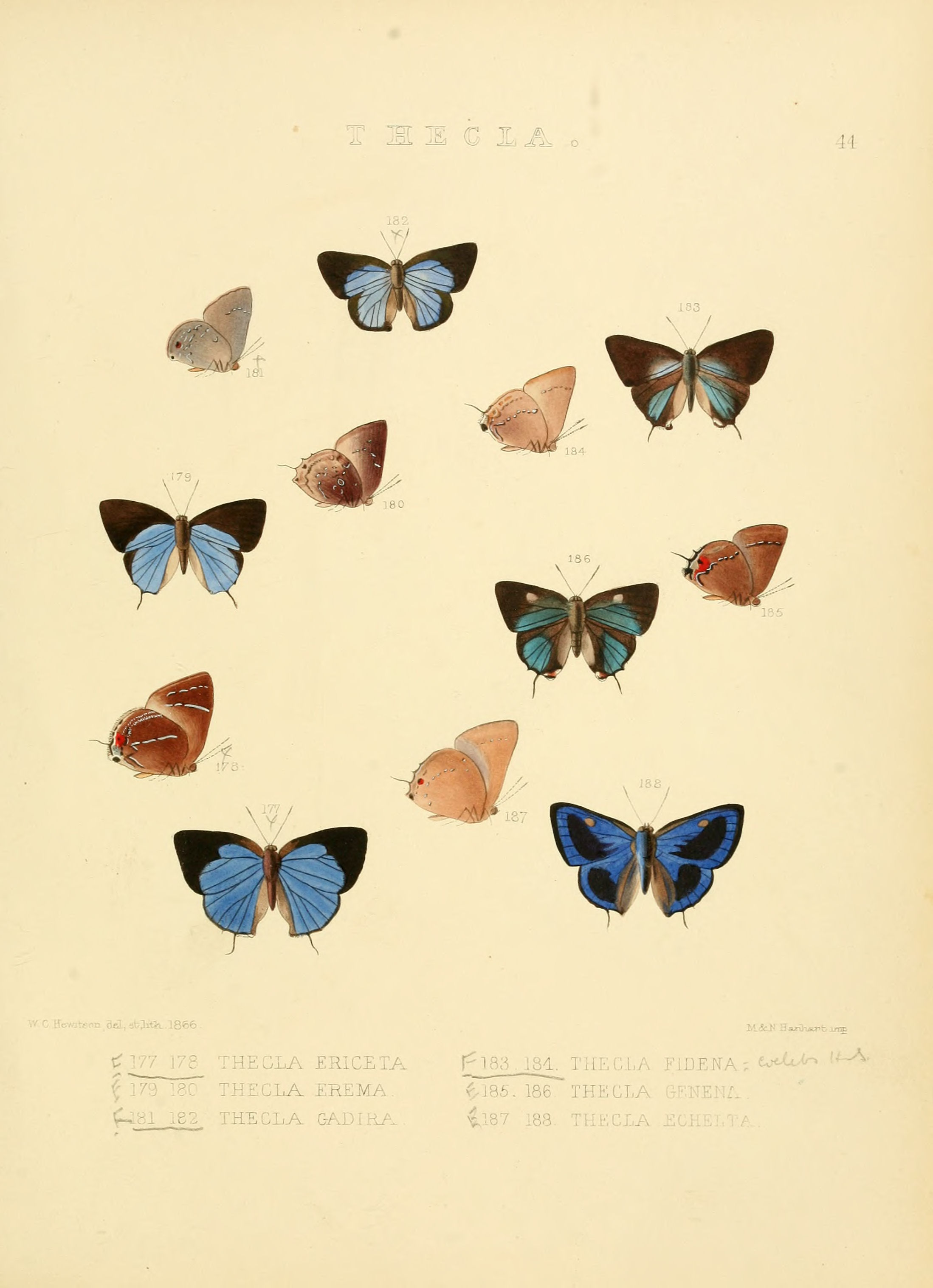